# Peru (band)
Peru was een Nederlandse elektronische muziekband. In 1987 hadden ze een bescheiden hit met het nummer "Africa". Het nummer werd nummer 1 in Oostenrijk.

## Geschiedenis
De groep begon in 1979 met Peter Kommers en Ruud van Es, die hun voornamen gebruikten voor de bandnaam: PE(ter)-RU(ud). Rob Papen werd al gauw toegevoegd, en, vanaf Forlian, ook Jos van de Dungen. De drie bandleden traden ook op onder de naam Nova, dat was de "commerciële" tak van Peru. Na het succes van Nova is de groep alleen verdergegaan onder de naam Peru. Nummers van het album Continents worden in de serie Bassie & Adriaan: Het Geheim van de Schatkaart uit 1986 gebruikt als achtergrondmuziek, maar van dit alles is sinds de remastering van 2004 nog enkel een sample van Africa terug te vinden.

## Albums en singles
Het eerste album Macchu Picchu uit 1981 is een mengelmoes van verschillende genres, zoals downtempo, synthpop en ambient. De A-kant bevat het nummer Sons Of Dawn dat later ingekort wordt en de nummer 1-hit wordt met de titel Aurora (Nova). Na het volgend album, Constellations (1981), gaat de stijl meer naar Synthpop. Peru gaat dan meer gebruikmaken van elektronische drums en natuurlijke geluiden. Continents bevat, de toen nog onbekende hit, Africa. Dat wordt ook uiteindelijk hun succesvolste album en single. Het daaropvolgende album, Points of the Compass, gaat, net als Continents, over de verschillende landschappen op Aarde. Het volgende album Forlian wordt meer elektronischer en gaat over menselijke dingen zoals steden (City) en reizen (Journey Through The Land). Het volgende album Moon wordt de stijl meer downtempo. Vanaf dat moment verliest Peru met merendeel van zijn fans. Het daaropvolgende album The Prophecies uit 1993 wordt de stijl weer veranderd naar Trance. De single Fake uit 1999 is in samenwerking met Heico Van Wingerden. Deze song is een House remix van de hitsingle Pocket Calculator/Taschenrechner van de Duitse band Kraftwerk. Dat nummer werd als bonus op het compilatiealbum Best Of Peru 1979-1999 gezet. Dat album bevat een aantal nummers van alle albums vanaf 1981 en 3 bonustracks.
In het begin van 2015 is Peru weer de studio in gedoken om een nieuw album te maken. Dat moet ook weer in de stijl Trance worden.

## Discografie
Albums
- 1981 - Macchu Picchu
- 1982 - Constellations
- 1983 - Continents
- 1986 - Points of the Compass
- 1988 - Forlian
- 1991 - Live Klemdag 1991 (Geen label (Peru in eigen beheer uitgebracht))
- 1991 - Moon
- 1993 - The Prophecies
- 2018 - The Return

Compilatiealbum(s)
1. 1999 - Best Of Peru 1979-1999

Singles
1. 1985 - Oriëntal/ Continents
2. 1986 - Points of the Compass Pt. 2/ Black Desert
3. 1986 - Points of the Compass Pt. 2/ Points of the Compass Pt. 2 (Album Version)
4. 1986 - Africa/ Oriental
5. 1987 - Africa/ Africa (jungle version)
6. 1999 - Fake (Peru Featuring Van Wingerden)

- Fake (Club Radio Mix)
- Fake (Original Single Version)
- Fake (Three In A Row Mix)
- Fake (Fourth Floor Mix)
- Fake (Take Five Version)
- Fake (The Six Club Mix)